# Nanxun (häradshuvudort i Kina, Zhejiang Sheng, lat 30,87, long 120,42)
Nanxun är en häradshuvudort i Kina. Den ligger i provinsen Zhejiang, i den östra delen av landet, omkring 73 kilometer norr om provinshuvudstaden Hangzhou. Antalet invånare är 126 872. Befolkningen består av 61 826 kvinnor och 65 046 män. Barn under 15 år utgör 12,0 %, vuxna 15-64 år 77 %, och äldre över 65 år 10,0 %.
Runt Nanxun är det tätbefolkat, med 947 invånare per kvadratkilometer. Närmaste större samhälle är Zhili, 15,6 km väster om Nanxun. Trakten runt Nanxun består till största delen av jordbruksmark.
Genomsnittlig årsnederbörd är 1 675 millimeter. Den regnigaste månaden är juni, med i genomsnitt 253 mm nederbörd, och den torraste är november, med 62 mm nederbörd.